# Josef Klapuch
Josef Klapuch (ur. 10 lutego 1906 w Zbyslavicach, zm. 18 grudnia 1985 w Pradze) – czechosłowacki zapaśnik walczący w stylu obu stylach. Srebrny medalista olimpijski z Berlina 1936 w kategorii 87 kg w stylu wolnym i odpadł w eliminacjach w stylu klasycznym.
Wicemistrz Europy w 1934 i brązowy medalista w 1937. Sześciokrotny mistrz kraju w stylu klasycznym, w latach: 1933, 1934, 1936-1939 i w stylu wolnym w 1935 roku.
- Turniej w Berlinie 1936 – styl klasyczny

Pokonał Albertsa Zvejnieksa z Łotwy, a przegrał z Kurtem Hornfischerem z Niemiec i Aleardo Donatim z Włoch.
- Turniej w Berlinie 1936 – styl wolny

Przegrał z Kristjanem Palusalu z Estonii, a wygrał z Belgiem Léonem Charlierem, Georgiem Gehringiem z Niemiec i Nilsem Åkerlindhem ze Szwecji.